# Англо-французская война (1778—1783)
Англо-французская война (1778—1783), в английской историографии также Бурбонская война (англ. Bourbon War) — глобальный военный конфликт между Францией и Великобританией, ведущими морскими державами эпохи. Переплетена с войной за независимость США. В 1778 году Франция подписала договор о дружбе с США. Великобритания в ответ вступила в войну с Францией, а в 1779 году — и с Испанией. Великобритания была вынуждена отвлекать силы, используемые для ведения войны в Северной Америке, на театры в Европе, Индии и Вест-Индии, и полагаться на поддержку лоялистов в Северной Америке. С 1778 по 1783 год Франция и Великобритания боролись за господство в Ла-Манше, Средиземном море, Индийском океане и Вест-Индии.
В течение нескольких дней после получения известий о капитуляции британского генерала Джона Бергойна в Северной Америке король Людовик XVI решил вступить в переговоры с американцами, что привело к формальному франко-американскому союзу и вступлению Франции в войну и вывело конфликт на глобальный уровень. Испания не вступала в войну до 1779 года, когда выступила на стороне Франции в соответствии с секретным Аранхуэсским договором. Дипломатические усилия французского министра иностранных дел графа де Верженна также оказали существенное влияние на последующее вступление Голландской республики в войну и объявления нейтралитета со стороны других важных геополитических игроков, таких как Россия. В Великобритании оппозиция дорогостоящей войне усиливалась, и в июне 1780 года в Лондоне произошли беспорядки, известные как бунт лорда Гордона.

## Накануне войны

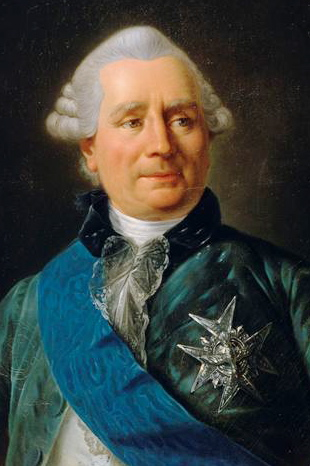
Граф де Верженн, французский министр иностранных дел

Со времени Семилетней войны 1756—1763 годов министры иностранных дел Франции, начиная с Сезара де Шуазеля, следовали общей идее, что независимость британских североамериканских колоний будет полезна для Франции. Когда в 1775 году разразилась американская революция, граф де Верженн, французский министр иностранных дел, изложил ряд предложений, которые привели к тайной поддержке американского повстанческого движения со стороны Франции и Испании, и к подготовке к войне, включая расширение флотов. Верженн внимательно следил за новостями из Северной Америки и Лондона и работал над устранением препятствий для участия Испании в войне. Верженн зашел настолько далеко, что предложил королю Людовику XVI начать войну в августе 1776 года, но известие о захвате Нью-Йорка британскими войсками под командованием генерала Хау в сентябре 1776 года отодвинуло реализацию этого плана.
К 1777 году восстание Тринадцати колоний длилось уже третий год. Капитуляция британского генерала Джона Бергойна в битве при Саратоге (октябрь 1777) сигнализировала о том, что борьба британцев против американских колоний, вероятно, окажется более длительной и дорогостоящей, чем ожидал Лондон. Британское поражение усилило перспективы французской интервенции и европейской войны. Британское правительство премьер-министра лорда Норта, боясь войны с Францией, стремилось к примирению с американскими колониями и желало предоставить им справедливую меру автономии, но того, что было бы достаточно в 1775 году, к 1778 году уже не хватало. Норт не собирался предоставлять колониям независимость, но после победы при Саратоге американцы вряд ли согласились бы на меньшее.

## Англо-французский кризис 1778 года
4 декабря 1777 года Бенджамину Франклину в Версале стало известно, что Филадельфия пала, а Бергойн капитулировал. Два дня спустя Людовик XVI согласился на переговоры о союзе. Договор был подписан 6 февраля 1778 года, и через месяц Франция объявила войну Британии, а военные действия начались с морского сражения у Уэссана в июне. Георг III не приветствовал войну с Францией, но считал, что готов к ней. Король полагал, что он пытался избежать конфликта, но Франция решила стать агрессором, а Великобритания предприняла «все необходимые шаги, если начнется война». Он вспоминал британские победы над Бурбонами в Семилетней войне. По ходу того конфликта Франция была скована в Европе, сражаясь с континентальными державами, в то время как Великобритания разбила военно-морской флот Франции и одержала победы в Индии, Вест-Индии и Северной Америке.
Тем не менее, стратегическое положение Британии в начале 1778 года значительно отличалось от того, что было в 1756 году. Выйдя из союза с Пруссией, Британия была дипломатически изолирована и не имела европейских союзников. В первые месяцы того года Британия безуспешно пыталась найти союзника на континенте. Эта неудача привела к главному стратегическому факту войны 1778 года: Британия осталась в Европе один на один с Францией.
В отличие от предыдущих войн против французов, эта война предложила Британии немного стратегических вариантов, таких как сражения в Европе, а не в Азии и Америке. 27 июля 1778 года состоялся первый морской бой начавшейся войны — в 100 милях к западу от Уэссана, острова в устье Ла-Манша. Два боевых флота, французский и британский, примерно из 30 кораблей каждый, сражались друг с другом в течение нескольких часов, и ни одна из сторон не одержала явной победы.

## Кампания в Вест-Индии, 1778—1779
Стратегическая и оперативная ситуация на западе Атлантики была сложной. Она состояла из сражений за морское превосходство, набегов на вражеские эскадры и колонии и вылазок в поддержку американских повстанцев. Французы обложили самых важных производителей сахара в Британской империи — Барбадос и Ямайку, — отрезав их от снабжения, тысячи островитян умирали от голода и болезней. Колониальные ополченцы играли лишь вспомогательную роль, и французских и британских солдат погибло больше от карибского климата и болезней, чем от боевых действий. Одной из ключевых территорий, которая представляла особый интерес для сторон, был остров Доминика в Вест-Индии, который лежал между Мартиникой и Гваделупой. Он был колонизирован Францией, но захвачен Великобританией в 1761 году. Возвращение острова улучшило бы связность французских владений.
В августе 1778 года маркиз де Буйе, французский генерал-губернатор Мартиники, получил известие об объявлении войны. Французский фрегат «Конкорд» прибыл на Мартинику 17 августа с приказом из Парижа при первой же возможности захватить Доминику, и де Буйе наметил непосредственные планы такой операции. Он поддерживал контакты среди островитян и имел точную картину состояния обороны Доминики, в частности, что гарнизон острова насчитывает менее 50 солдат. Он также был обеспокоен размещением у Британских Подветренных островов мощного флота во главе с адмиралом Сэмюэлем Баррингтоном. Баррингтон, который только недавно занял свой пост, получил приказ держать большую часть своего флота на Барбадосе до получения дальнейших инструкций. Британские регулярные войска на острове, которых в общей сложности насчитывалось около 100 человек, были распределены между оборонительными сооружениями в столице Розо, на холмах, возвышавшихся над ним, и в Качакроу.
Де Буйе тщательно поддерживал мир в своих отношениях с доминиканскими британскими властями, в то время пока готовил свои силы на Мартинике. 3 сентября он отправил одного из своих офицеров на Доминику, чтобы посмотреть, не стоит ли на якоре в бухте Принца Руперта (около современного Портсмута) британский фрегат. Британский лейтенант-губернатор острова, Стюарт, подозрительно относившийся к посланнику, допросил его и отпустил. 5 сентября де Буйе сообщили, что фрегат отплыл на Барбадос. Он напал стремительно и выбил британцев с Доминики в сентябре 1778 года. Де Буйе оставил на острове гарнизон из 800 человек (700 французов и 100 чернокожих ополченцев), передал командование маркизу де Дюшильо и вернулся на Мартинику. Эти события стали первыми в серии военных действий, приведших к смене власти над островами Карибского моря во время войны.
Новость о падении Доминики стала неожиданностью для Лондона, учитывая, что всего один линейный корабль мог предотвратить атаку французов. Адмирала Баррингтона обвиняли в некомпетентности и критиковали за слишком буквальное соблюдение приказов. Французский адмирал граф де Эстен прибыл в Вест-Индию в начале декабря 1778 года и принял командование флотом, состоявшим из 12 линейных кораблей и ряда более мелких судов. Примерно в то же время британский флот под командованием адмирала Уильяма Хотэма также прибыл в Вест-Индию, пополнив флот адмирала Баррингтона. Согласно полученным приказам, британцы атаковали удерживаемую французами Сент-Люсию, которую захватили в декабре 1778 года. Несмотря на попытку д’Эстена отбить остров, британцы использовали Сент-Люсию для наблюдения за крупной французской базой на Мартинике, где находился штаб-квартира д’Эстена.
Британский флот был дополнительно усилен в январе 1779 года десятью линейными кораблями под командованием адмирала Джона Байрона, который принял командование базой на Британских Подветренных островах. На протяжении первой половины 1779 года оба флота получали подкрепления, после чего французский флот получил превосходство над британским. Кроме того, Байрон покинул Сент-Люсию 6 июня, чтобы предоставить услуги сопровождения британским торговым судам, собиравшимся в Сент-Киттсе для конвоирования в Европу, оставив тем самым д’Эстену свободу действий. Д’Эстен и де Буйе воспользовались возможностью начать серию операций против близлежащих британских владений. Их первой целью был остров Сент-Винсент, к югу от Сент-Люсии. Он пал 18 июня, и д’Эстен обратил свое внимание на другие острова. Он надеялся захватить Барбадос, ключевое британское владение, но, не добившись успеха в борьбе с восточными пассатами, вместо этого обратил внимание на Гренаду. Французский флот прибыл к Гренаде 2 июля и на следующий день начал штурм. Условия капитуляции были согласованы 4 июля.
Первая большая экспедиция на север была предпринята в 1779 году вице-адмиралом д’Эстеном. В попытке вторгнуться в оккупированную британцами Саванну французы доставили 20 линейных кораблей и 3000 солдат на транспортах в Джорджию. Хотя Джордж Вашингтон не смог организовать совместные действия с союзниками, будучи ориентирован на нападение на британцев в Нью-Йорке, д’Эстен высадил войска в помощь американцам, прежде чем вернулся во Францию, как ему было приказано. 9 октября 1779 года, во взаимодействии с контингентом Континентальной армии, д’Эстен начал штурм Саванны. Хорошо укрепленная британская армия отразила атаки; Д’Эстен был тяжело ранен и отбыл в Европу.

## Кампания в Ост-Индии, 1778—1780
Одним из явных следствий возобновления англо-французского противостояния в Ост-Индии в 1778—1783 годах стало более глубокое понимание британцами стратегических потребностей их вновь приобретенных владений в Азии. Наложение глобальной борьбы между европейскими державами на несколько локальных индийских войн серьезно спутало британские планы. Кроме того, война обнажила конкурирующие геополитические амбиции французов, и они, в свою очередь, спровоцировали британцев сформулировать собственную имперскую стратегию. Когда в 1778 году в Индию пришло известие о том, что Франция вступила в войну, Британская Ост-Индская компания перешла к захвату французских колониальных форпостов, особенно после захвата Пондишерри в результате двух месяцев осады.
В марте 1779 года британские войска захватили у французов Маэ; наиры воспользовались этой возможностью, чтобы восстать против правления Хайдара Али. Восстание было поддержано, если не спровоцировано, англичанами, но подавлено, и французы взяли Маэ в 1780 году с помощью Хайдара Али.

## Вступление в войну Испании (1779—1780)

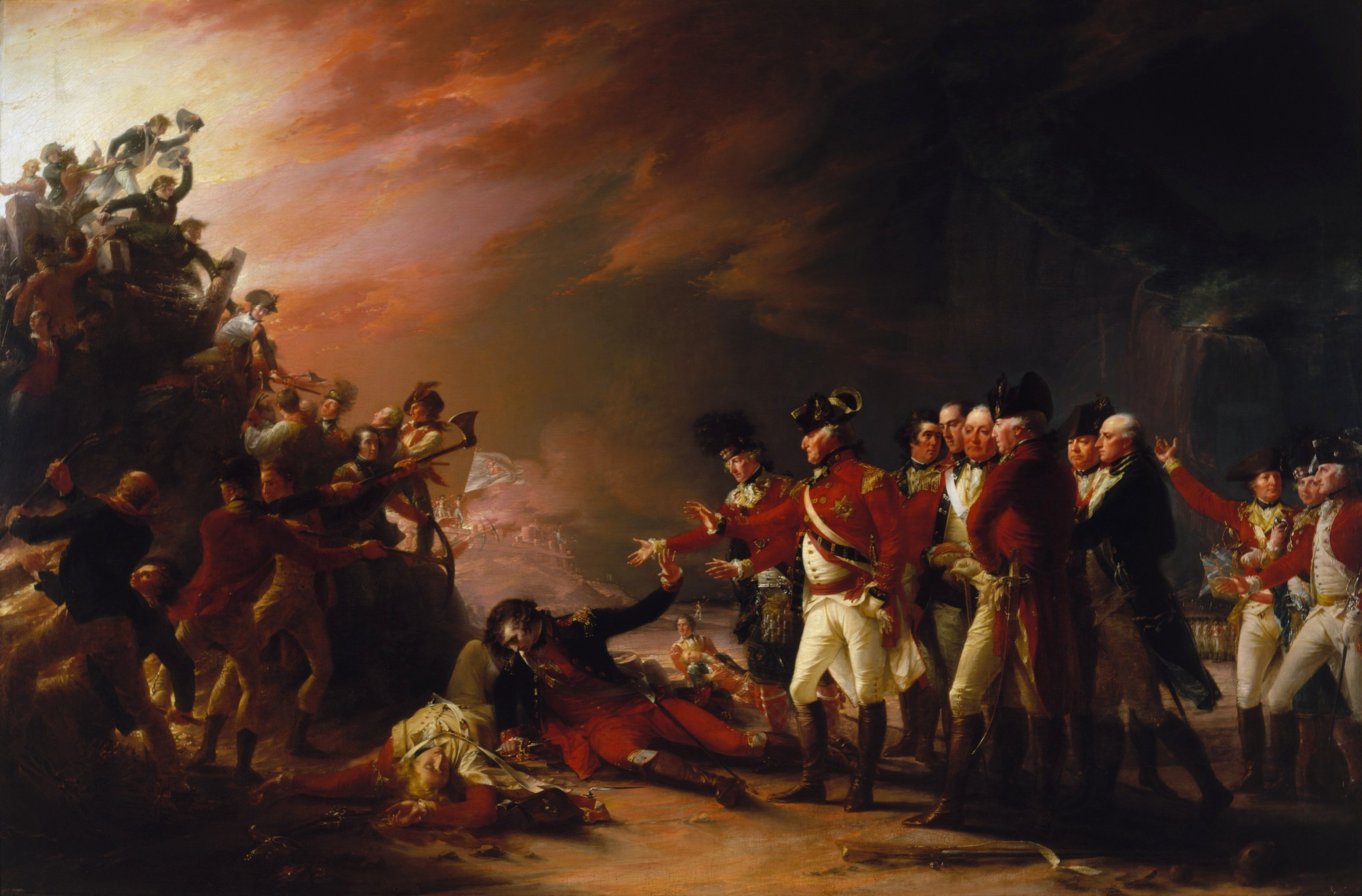
Вылазка солдат гарнизона Гибралтара, Большая осада Гибралтара

В апреле 1779 года Франция и Испания подписали Аранхуэсскую конвенцию, в которой было приведено краткое изложение целей войны Бурбонов. Испания стремилась вернуть себе Гибралтар и Менорку, Мобил и Пенсаколу во Флориде и изгнать британцев из испанской Центральной Америки, прекратив их лесозаготовки в заливе Гондураса и на побережье Кампече. Франция заявила, что её целью было исключить британцев из промысла в Ньюфаундленде, восстановить свободную торговлю в Индии, вернуть Сенегал и Доминику и восстановить положения Утрехтского договора, касавшиеся англо-французской торговли.
Испания вступила в войну, имея одной из целей возврат Гибралтара, который был захвачен британцами в 1704 году. В его гарнизон входили войска из Великобритании и курфюршества Ганновер. Испания официально начала осаду Гибралтара в июне 1779 года. Испанская стратегия сочетала постоянный обстрел Гибралтара с суши с морскими атаками и попытками перекрыть линии снабжения в Марокко, планируя захватить Гибралтар путем блокады и истощения сил его гарнизона. Военно-морская блокада была сравнительно слабой, и британцы обнаружили, что маленькие быстрые корабли могут выходить из гавани, в то время как более медленные и крупные корабли снабжения не могут пробиться сквозь кольцо блокады. Однако к концу 1779 года поставки в Гибралтаре стали серьезно истощаться, и его командующий генерал Джордж Элиотт обратился в Лондон за помощью.
Был организован конвой снабжения, и в конце декабря 1779 года из Британии отплыл большой флот под командованием адмирала сэра Джорджа Родни. Хотя приказ Родни состоял в том, чтобы командовать флотом Вест-Индии, у него были секретные указания сначала пополнить запасы Гибралтара и Менорки. 4 января 1780 года флот разделился, и часть эскадры направилась в Вест-Индию, а остался командовать 19 линейными кораблями, которые должны были сопровождать суда снабжения в Гибралтар.
Конвой снабжения приплыл в Гибралтар 19 января, заставив блокирующий флот отступить в Альхесирас. Родни прибыл через несколько дней, и британский гарнизон был воодушевлен прибытием припасов. По возвращении кораблей с Менорки 13 февраля Родни снова вышел в море в направлении Вест-Индии. Отряд кораблей из флота Ла-Манша сопровождал его в течение трех дней, а затем отбыл в Британию. Во время этого обратного рейса он был разбит пятнадцатью французскими кораблями, направлявшимися на Иль-де-Франс в Индийском океане.

## Североамериканская кампания, 1780—1781
После отбытия д’Эстена во Францию Вашингтон застрял в Нью-Джерси и потребовал постоянного присутствия французских военно-морских сил в водах Северной Америки. Когда генерал-лейтенант граф де Рошамбо прибыл в Ньюпорт в июле 1780 года с армией в 6 000 человек, он описал ситуацию так: «в любой операции и при любых обстоятельствах решающее военно-морское превосходство следует рассматривать как основополагающий принцип и базу, от которой в конечном итоге должна зависеть надежда на успех». Голландцы помогали американским повстанцам, продавая им оружие и порох из портов на Карибах. Британцы использовали это в качестве предлога для объявления войны Нидерландам в декабре 1780 года.
Адмирал Родни провел 1780 и 1781 годы в Карибском бассейне, грабя и разграбляя голландские Карибские острова.

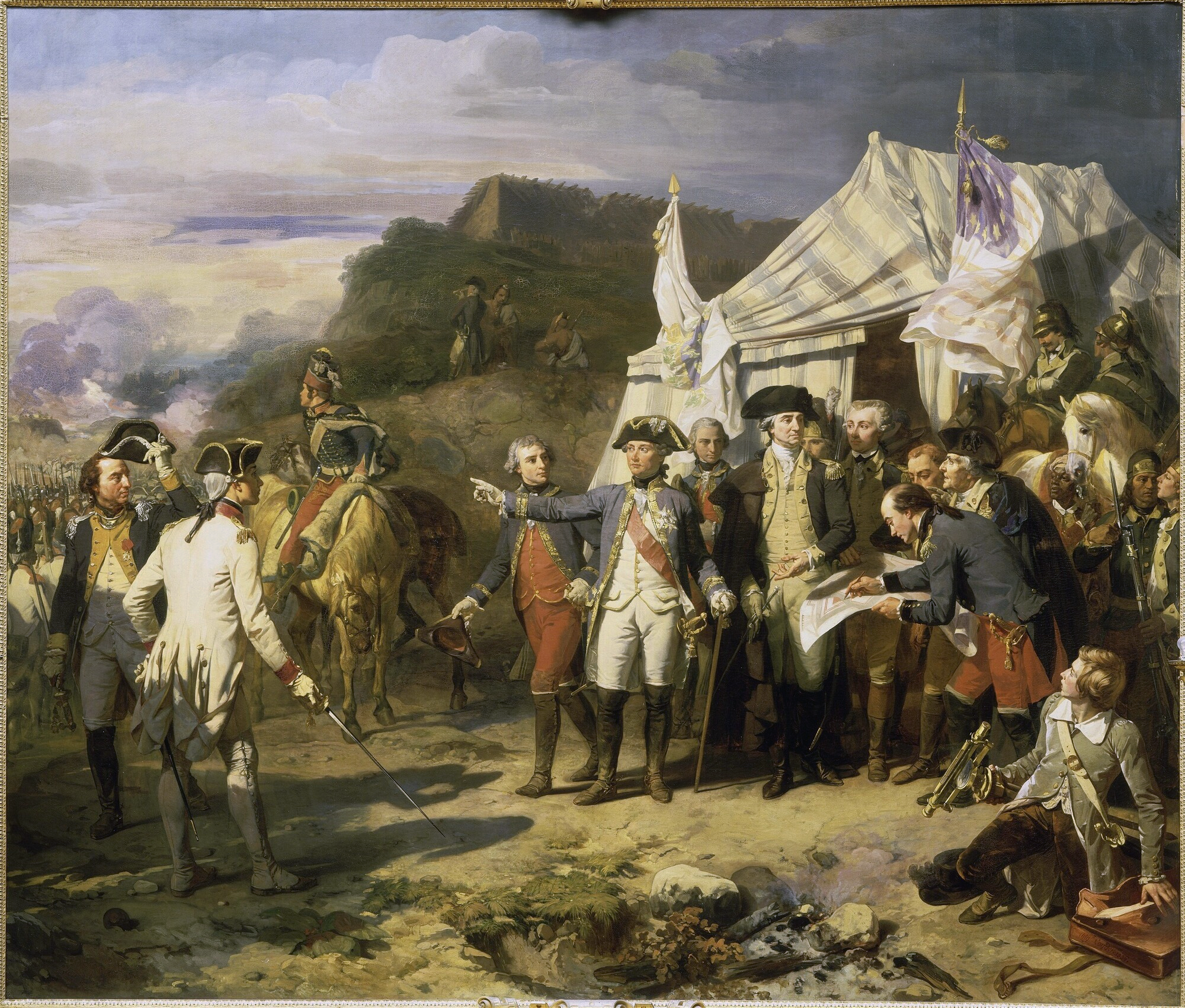
Рошамбо и Вашингтон у Йорктауна

К декабрю 1780 года война в Северной Америке достигла критической точки. Континентальная армия потерпела крупные поражения в начале года, когда её южные армии были рассеяны в результате падения Чарльстона и поражения в битве при Камдене, а армии Джорджа Вашингтона и британского главнокомандующего, сэра Генри Клинтона, наблюдали друг за другом в окрестностях Нью-Йорка. Национальная валюта была практически бесполезной, общественная поддержка войны, которая шла уже шестой год, ослабла, и войска стали бунтовать из-за жалования и условий.
После серии неудачных попыток сотрудничества в Америке французские стратеги решили, что необходимо расширить участие в войне в Северной Америке. Им также необходимо было скоординировать свои действия с Испанией, поскольку существовала потенциальная заинтересованность в нападении на британский оплот Ямайку. Оказалось, что испанцы не были заинтересованы в операциях против Ямайки до тех пор, пока не станет ясна судьба Гибралтара, и они просто хотели быть информированными о передвижениях флотов в Вест-Индии.
Поскольку французский флот готовился покинуть Брест в марте 1781 года, было принято несколько важных решений. Флот Вест-Индии, возглавляемый графом де Грассом, после операций на Наветренных островах был направлен в Кап-Франс (современный Кап-Аитьен), чтобы определить, какие ресурсы потребуются для оказания помощи испанским операциям. В частности, усилиями губернатора Луизианы Бернардо де Гальвеса в 1779—1782 годах испанцам удалось отвоевать у британцев Западную Флориду.
Франция также предоставила шесть миллионов ливров для поддержки военных действий США, помимо предоставления дополнительных войск. Французский флот в Ньюпорте получил нового командующего, графа де Барраса. Де Баррасу было приказано атаковать британские корабли у берегов Новой Шотландии и Ньюфаундленда, а французской армии в Ньюпорте — объединиться с армией Вашингтона за пределами Нью-Йорка.
Прибытие де Грасса побудило франко-американскую армию начать марш на Вирджинию. Де Грасс достиг Чесапика, как и планировалось, и его войска были направлены на помощь армии Лафайета. 5 сентября в Чесапикском сражении французы потерпели поражение от британского флота. Но осада Йорктауна и последующая капитуляция британского генерала Корнуоллиса 19 октября сыграли решающую роль в прекращении крупных военных действий в Северной Америке.

## Кампания на Антильских островах, 1781—1783
В октябре 1781 года был разработан план между де Грассом, командующим французским флотом в Вест-Индии, и Франсиско Сааведрой де Сангронис, представителем двора и помощником испанского губернатора Луизианы Бернардо де Гальвеса. Стратегические цели этого плана заключались в том, чтобы направить франко-испанские вооруженные силы в Вест-Индии для достижения следующих целей: помощи американцам в разгроме британской военно-морской эскадры в Нью-Йорке, захвата Британских Наветренных островов и Ямайки.
Этот план стал известен как «Конвенция де Грасса-Сааведры», и первая цель была в основном достигнута капитуляцией британской армии под командованием генерала Корнуоллиса при осаде Йорктауна в сентябре 1781 года.
Де Грасс и его флот сыграли решающую роль в этой победе, после чего он отправился на Карибы. По прибытии в Сан-Доминго в ноябре 1781 года ему сообщили, что в соответствии с планом решено сделать следующий шаг: приступить к захвату Ямайки.
Ямайка была самым прибыльным владением британцев в Новом Свете. Самым ценным товаром с Ямайки был сахар; это было более ценно для британской экономики, чем тринадцать американских колоний вместе взятых. Сахар составлял 20 % всего британского импорта и стоил в пять раз дороже, чем табак. Наряду с постепенным изгнанием англичан из Вест-Индии французами и испанцами, завоевание Ямайки должно было нанести тяжелый удар по британской экономике. Само вторжение расценивалось в Париже и Мадриде как реванш за катастрофически дорогостоящие и безуспешные попытки захватить Гибралтар в течение двух лет.
В то время как де Грасс ждал подкрепления для проведения кампании на Ямайке, он захватил Сент-Киттс в феврале 1782 года. Остальные Наветренные острова (Антигуа, Сент-Люсия и Барбадос) все ещё оставались под британским контролем, в то время как адмирал Джордж Родни прибыл в Карибское море с подкреплениями. Они включали 17 линейных кораблей и дали британцам небольшое преимущество над противником.
7 апреля 1782 года де Грасс отправился с Мартиники с 35 линейными кораблями, включая два 50-пушечных корабля и большой конвой из более чем 100 грузовых кораблей, чтобы встретиться с испанским флотом, состоявшим из 12 линейных кораблей. Кроме того, де Грасс должен был встретить 15 000 солдат в Сан-Доминго, предназначенных для захвата Ямайки. Узнав об этом, Родни на следующий день отбыл из Сент-Люсии в погоню с 36 линейными кораблями.
Британские корабли к этому времени имели корпуса, усиленные медью; это защищало корабли от водорослей и соленой воды. Как результат — их скорость и ходовые качества в целом при хорошем ветре значительно улучшились.
В период с 9 апреля 1782 года по 12 апреля 1782 года британский флот под командованием адмирала Джорджа Родни вступил в бой с французским флотом под командованием графа де Грасса и победил его в битве у островов Всех Святых, что расстроило планы Франции по вторжению на Ямайку.
К концу 1782 года французы перешли к обороне на Карибах, что указывало на патовую ситуацию на море. В то же время британские фрегаты сражались как с испанскими, так и с французскими каперами.

## Кампания в Ост-Индии, 1782—1783
Вице-адмирал Пьер-Андрэ де Сюффрен, сторонник решительных действий против британцев, сорвал попытку британцев захватить Кап-Аитьен в начале 1781 года, атаковав эскадру Королевского флота в Порто-Прая на островах Кабо-Верде в Атлантике. Он прибыл в южную Индию год спустя. На суше французы поддержали наваба Майсура в его войне против британской Ост-Индской компании. На море Сюффрен участвовал в пяти ожесточенных битвах с британским флотом в Ост-Индии в течение 1782 и 1783 годов. Вице-адмирал Эдвард Хьюз знал, что цель Франции — уничтожить британское экономическое и военное господство в регионе, поэтому пытался уберечь свою эскадру от разгрома для сохранения британского присутствия в Индии. Два флота прекратили боевые действия, узнав о том, что мирные договоры были подписаны Великобританией, Францией и Испанией в начале 1783 года.

## Мирные переговоры и конец войны
В течение следующих нескольких недель велись серьезные переговоры между Великобританией, Францией и Испанией. Хотя французская военно-морская экспедиция уничтожила британские торговые посты в Гудзонском заливе летом, фактически ни одна территория не была захвачена. Время от времени из Индии приходили новости о сохраняющейся тупиковой ситуации как на суше, так и на море; британцы, по-видимому, все ещё удерживали там все французские владения, которые они захватили в 1778—1779 годах, в то время как французы не захватили ничего из британских владений. В Вест-Индии, с другой стороны, французы все ещё удерживали все захваченные ими владения Британии, в то время как британцы захватили только один французский остров — Сент-Люсию.
В предварительных договорах, подписанных с Францией и Испанией 20 января 1783 года, Франция и Великобритания вернули друг другу почти все территории, которые они захватили друг у друга с 1778 года, за исключением Тобаго, который французы захватили в 1781 году и который был за ними сохранен. Франция также приобрела некоторую территорию вокруг реки Сенегал в Африке, которую она уступила в 1763 году Британии. Также необходимо было пересмотреть договоренности о рыболовстве у побережья Ньюфаундленда из-за прав, предоставленных американцам.